# Мартин-Хансен, Карл
Мадс Кристиан Карл Мартин-Хансен (дат. Mads Christian Carl Martin-Hansen; 8 июля 1877, Коллинг, Вайле — 26 мая 1941, Фредериксберг) — датский скульптор.
Учился в Копенгагене у скульптора Ханса Кристиана Петерсена, затем в художественной школе Густава и Софуса Вермеренов и наконец в 1897—1902 гг. в Королевской академии изящных искусств у Теобальда Штейна и Германа Вильгельма Биссена.
Начал участвовать в выставках в 1900 г. До 1904 г. ассистировал Карлу Аарслеффу в работах по реставрации гробницы Маргариты I в Соборе Роскилле. В 1912 г. создал свою наиболее популярную монументальную работу — памятник принцессе Марии Орлеанской в копенгагенском парке Лангелиние. Другая важная для Копенгагена работа Мартина-Хансена — памятник Педеру Гриффенфельду перед зданием Государственного архива (1922). Автор многочисленных бюстов, в том числе художников Годфреда Кристенсена и Арнольда Крога, археолога Фредерика Поульсена. Для Королевской фарфоровой фабрики создал дизайн серии статуэток, отображавшей датские народные типы (1926). С художественными целями путешествовал по Германии, Франции, Италии, Англии, Египту. В 1910 году удостоен золотой медали на Всемирной выставке в Брюсселе.

## Галерея

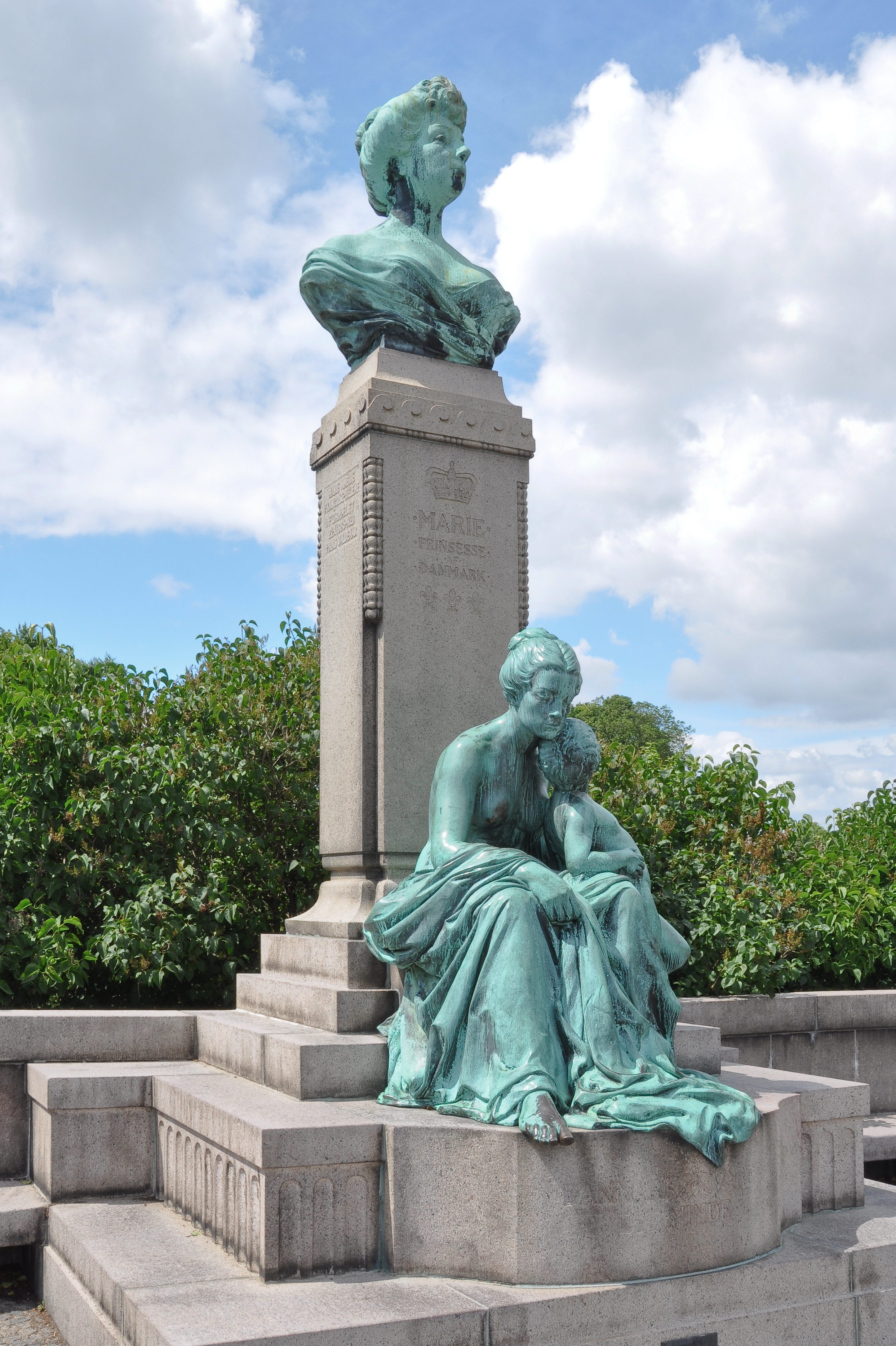
Памятник Марии Орлеанской
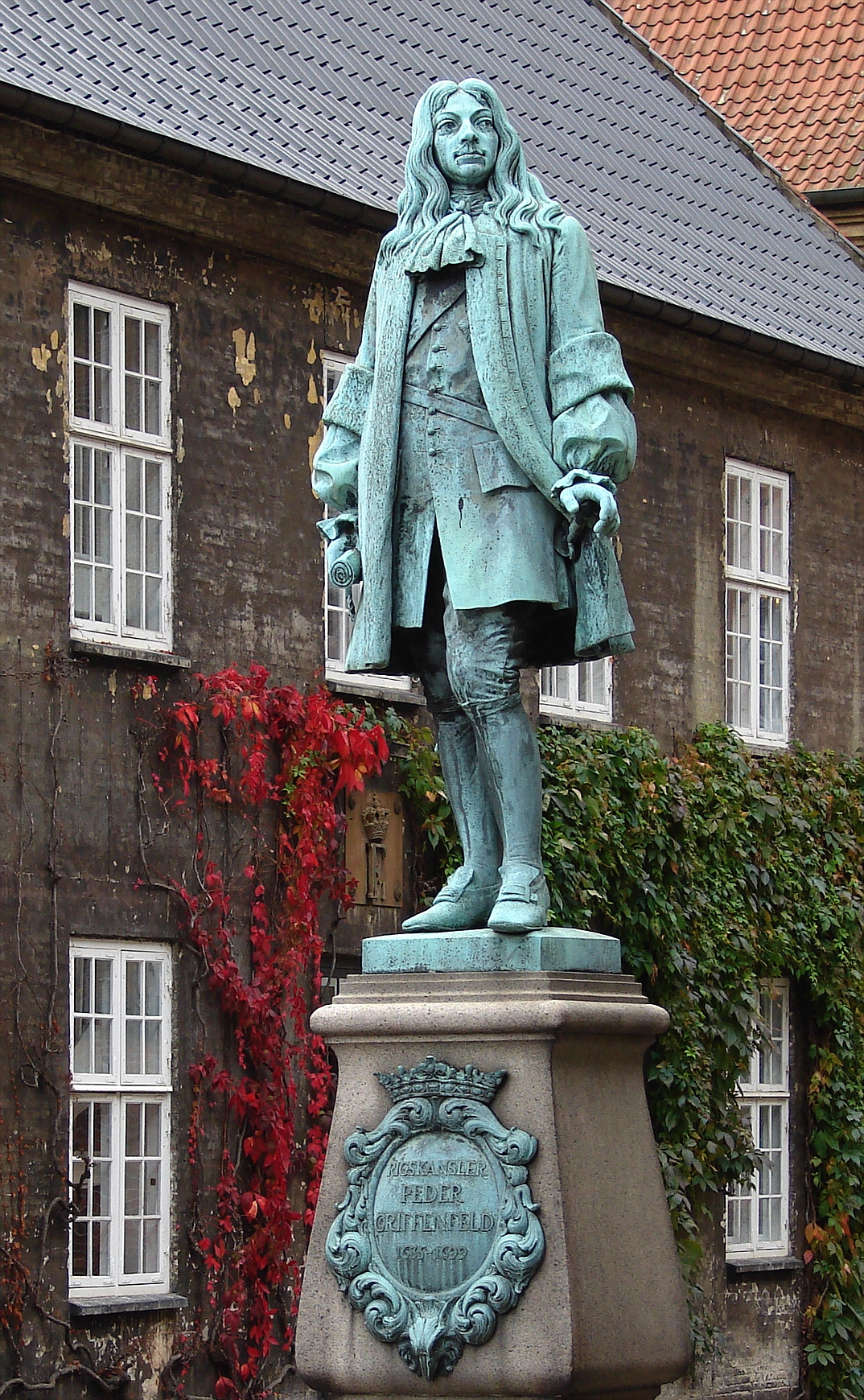
Памятник Педеру Гриффенфельду